# Charlotte Zinke
Charlotte Zinke, född 1891 i Zielenzig, död 1944 i Ravensbrück, var en tysk politiker (socialdemokrat och sedan kommunist). Hon var ledamot i den tyska riksdagen 1930-33. 
Zinke var först aktiv inom socialdemokraterna, men gick sedan över till kommunisterna. Hon satt i kommunfullmäktige för kommunisterna i Essen 1920-27 och var 1927-30 ordförande för kommunistkvinnorna i Ruhr. 1928 blev hon ledamot i preussiska parlamentet, 1929 i Essen kommunfullmäktige och 1930 slutligen i tyska riksdagen. Vid nazisternas maktövertagande 1933 flydde hon till Nederländerna med sin man, men paret återvände året därpå. De släpptes efter polisförhör och uteslöts ur kommunispartiet för att de nekade att delta i olagliga aktiviteter.  I samband med 20 juli-attentatet 1944 arresterades hon och sattes i Ravensbrück koncentrationsläger, där hon mördades.